# Мощанка (Люблінське воєводство)
Мощанка (пол. Moszczanka) — село в Польщі, у гміні Рики Рицького повіту Люблінського воєводства.
Населення — 571 особа (2011).

## Демографія
Демографічна структура станом на 31 березня 2011 року:
|          | Загалом | Допрацездатний вік | Працездатний вік | Постпрацездатний вік |
| -------- | ------- | ------------------ | ---------------- | -------------------- |
| Чоловіки | 293     | 59                 | 205              | 29                   |
| Жінки    | 278     | 56                 | 163              | 59                   |
| Разом    | 571     | 115                | 368              | 88                   |